# La Virgen del Camino
La Virgen del Camino es una localidad española perteneciente al municipio de Valverde de la Virgen, en la provincia de León, comunidad autónoma de Castilla y León. En esta localidad, muy próxima a la ciudad de León, está situado el Aeródromo Militar de León, con la Academia Básica del Aire y del Espacio y el Aeropuerto de León.

## Geografía

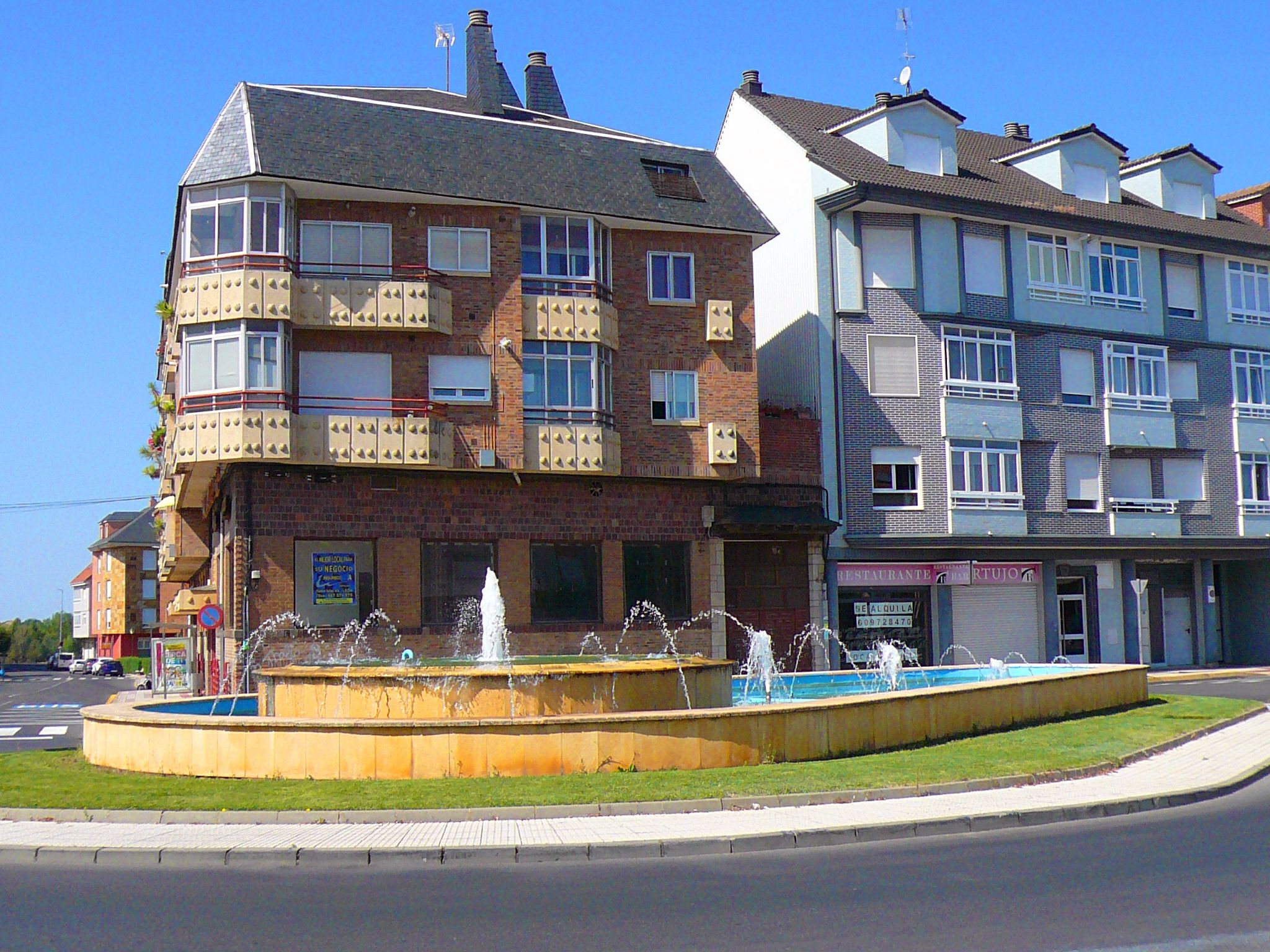

Está situada sobre una loma sobre el arroyo del Valle de la Virgen, afluente del arroyo de la Oncina, que vierte sus aguas al río Esla, expuesta a fríos y vientos, a 920 metros de altitud sobre el nivel del mar. Debe su nombre a la aparición de la Virgen del Camino en 1505.
Los terrenos de La Virgen del Camino limitan con los de Ferral del Bernesga al norte, San Andrés del Rabanedo y Trobajo del Camino al noreste, León y Oteruelo de la Valdoncina al este, Armunia y Villacedré al sureste, Quintana de Raneros y Santovenia de la Valdoncina al sur, Fresno del Camino y La Aldea de la Valdoncina al suroeste, Valverde de la Virgen y Montejos del Camino al oeste y la Base Militar Conde de Gazola al noroeste.

## Basílica de La Virgen del Camino

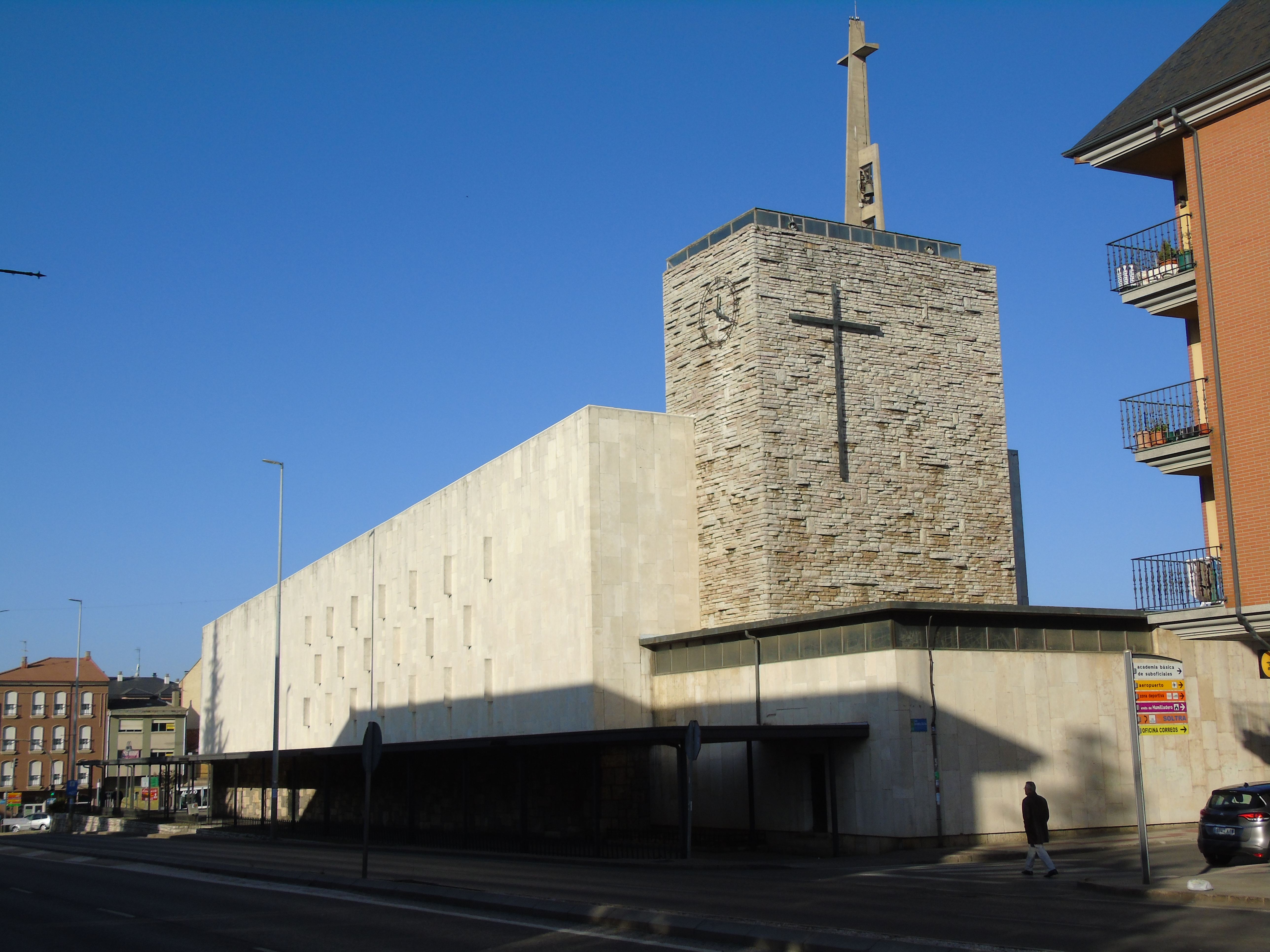

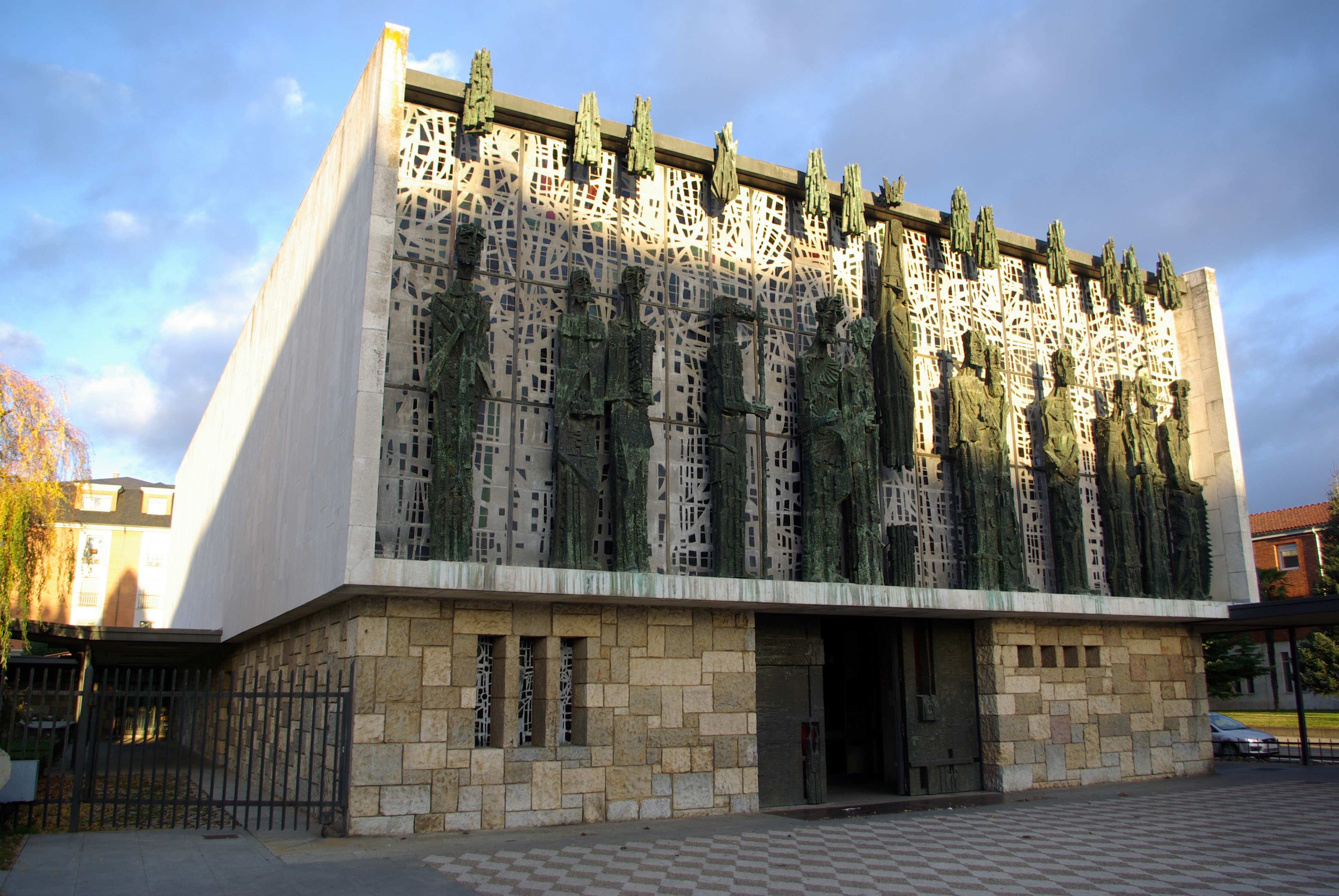

Un santuario existente en el lugar fue sustituido en el siglo XX por un edificio moderno, obra del P. Francisco Coello de Portugal, arquitecto dominico. Su primera piedra se colocó en 1957.
El edificio tiene forma de cajón rectangular, con una cruz grande de cemento que es campanario. Destacan las esculturas y puertas de bronce de Josep Maria Subirachs. En el centro, elevada, la Virgen María, en medio de los alargados apóstoles, de bronce. Trece estatuas en total, de seis metros de altura.
Todo es parte de una obra de mecenazgo –colegio de dominicos incluido- de Pablo Diez, un leonés emigrado a México.
El retablo mayor perteneció a la iglesia anterior, que fue destruida. Es de inicios del siglo XVIII. La Virgen, que preside el conjunto, es anterior, de época imprecisa, pero cercana al momento de la aparición.
La Virgen del Camino fue nombrada en 1914 patrona de la Región Leonesa, y es centro de populares romerías.

## Leyenda de La Virgen del Camino
El lugar nació y creció en torno a un núcleo de origen religioso. Allí hubo una ermita desde el siglo XVI, donde —según cuentan— un pastor de Velilla de la Reina llamado Alvar Simón Fernández, vio en 1505 a la Virgen María. El apellido «del Camino» es obvio, por formar parte del Camino de Santiago.

## Deportes
El pueblo posee equipos de baloncesto y balonmano que juegan en categorías nacionales además del equipo de fútbol CD La Virgen del Camino que participa en la Tercera Federación en el Grupo VIII. Su estadio es Los Dominicos con capacidad para 1000 espectadores.